# Пантелеєв Олексій Севастьянович
Олексій Севастьянович Пантелеєв (1901—1937) — директор Житомирського учительського інституту (1936—1937).

## Життєпис
О. С. Пантелеєв народився у 1901 році у м. Павлограді Дніпропетровської області. Мав середню світу. Протягом п'ятнадцяти років служив політпрацівником у Червоній Армії, був начальником Будинку Радянської Армії м. Миколаєва.
У вересні 1936 року Олексій Севастьянович був призначений на посаду директора Житомирського учительського інституту, яку обіймав по серпень 1937 року.
В серпні 1937 року О. С. Пантелеєв був заарештований за звинувачення у антидержавному тлумаченні історії партії, а також за «приналежність» до контрреволюційного українського націоналістичного угрупування, яке нібито діяло в Житомирському інституті і намагалось організувати відокремлення України від СРСР заради створення самостійної української держави. 29 жовтня 1937 року рішенням трійки УНКВС О. С. Пантелєєв був засуджений до вищої міри покарання — розстрілу.
В 1957 р. постановою Президії Житомирського обласного суду О. С. Пантелеєв був реабілітований посмертно..